# Leucothyreus horacioi
Leucothyreus horacioi är en skalbaggsart som beskrevs av Martinez 1982. Leucothyreus horacioi ingår i släktet Leucothyreus och familjen Rutelidae. Inga underarter finns listade i Catalogue of Life.